# Planète Boucles d'or
Pour les articles homonymes, voir Boucles d'or (homonymie).
On appelle planète Boucles d'or (en anglais Goldilocks planet) une planète située dans la zone habitable de son étoile (habitable zone aussi appelée Goldilocks zone en anglais).

## Origine du nom
Cette appellation est une allusion au conte intitulé Boucles d'or et les Trois Ours, dans lequel l'héroïne, Boucles d'or, décide de manger le gruau du bol de l'ourson lorsqu'elle se trouve au logis de la famille ours, car ce bol n'est « ni trop chaud, ni trop froid », comme doit l'être la zone habitable d'une étoile. En particulier, lors de l'annonce de sa découverte, on a cru que 70 Virginis b se trouvait dans la zone habitable de son étoile, ce qui lui a valu le surnom de Goldilocks (« Boucles d'Or » en français).